# Миронова, Елена Александровна
Еле́на Алекса́ндровна Миро́нова (23 июня 1937, Ялта — 23 июля 2017, Москва) — советский и российский корреспондент, журналист, телеведущая.

## Биография
Родилась 23 июня 1937 года в Ялте. Окончила Московский государственный институт культуры в 1960 году. По окончании курсов комментаторов телевидения в 1969 году работала корреспондентом в Главной редакции пропаганды ЦТ.
С 1990 по 1999 год была ведущей программы «Доброе утро» на Первой программе ЦТ, позже на 1-м канале Останкино и телеканале ОРТ, а также корреспондентом программы «Время». По воспоминаниям её коллег, она «сразу пришлась ко двору …, выделялась невероятным чувством юмора, тем, что её никогда нельзя было застать врасплох». Вела пятничные выпуски программы. В 1990-е годы в «Добром утре» с Мироновой работали Лариса Вербицкая, Андрей Малахов и Татьяна Веденеева.
После ухода с телевидения работала пресс-секретарём в «Интероптике».
Ветеран труда. Член Союза журналистов.
Скончалась 23 июля 2017 года в Москве от рака. Похоронена на Троекуровском кладбище.